# Eupithecia atropicta
Eupithecia atropicta är en fjärilsart som beskrevs av Karl Dietze 1913. Eupithecia atropicta ingår i släktet Eupithecia och familjen mätare. Inga underarter finns listade i Catalogue of Life.